# Duomyia triquetra
Duomyia triquetra är en tvåvingeart som beskrevs av Mcalpine 1973. Duomyia triquetra ingår i släktet Duomyia och familjen bredmunsflugor. Inga underarter finns listade i Catalogue of Life.